# Ацо VII Новело
Ацо VII Новело, познат и као Ацо VII од Есте (1205. — 16. фебруар 1264), био је син војводе Фераре Аца VI и непознате жене из породице Алдобрандесчи и сам је био војвода, али у два наврата од 1215. до 1222. и од 1242. до 1264. године. Волео је поезију и уметност, па је почео да гради палате, широке улице и вртове.

## Прва владавина
У новембру 1212. године умро је Ацо VI од Есте, а власт је, после дугих борби, наследио наследио Ацо VII, који је имао свега 10 година. Године 1217. постао је владар Анкене Године 1222. најжешћи противник Ацоа VI, Торели II Салингуера је уз помоћ гибелина под влашћу Ецелина II да Монакоа приморао Ацоа VII да му преда Ферару. Током периода од 1222. до 1240. године борио се са Торелијем, али није имао успеха. У овој борби цар Светог римског царства, Фридрих II Хоенштауфен је добио Ровиго и приморје Војводства Фераре.

## Ацо као вођа Гвелфа
Урзо после пада с власти Ацо је изабран за вођу Гвефа, који су се борили против цара Светог римског царства, Фридриха II Хоенштауфена. 11. јула 1238. године Ацо је освојио Брешу, а 1239. године га је поразио у бици код Феанце, а Фридрих се вратио у јужну Италију. Новело је тада ослободио Ферару, али после ослобађања градом је и даље владао Ецелино III да Монако. Године 1240. Ецелино је да би смирио побуњеног Ацоа и да би организовао бољу одбрану града од Млечана, изабрао Ацоа за свог заменика, који је тиме постао de facto господар града.

## Друга владавина

### Долазак на власт
Овај догађај није побољшао Ецелинов положај, па је 1242. године испланирао бег из града, док је Ацоа поставио за господара града. Ацо је убрзо после овога разбио опсаду.

### Стање у војводству
Око 1250. године Ацо је већ био господар Фераре и околних области долине реке По, Ређоа и планинских крајева Апенинског полуострва, али и многих области у Полесину и Ромањи. Године 1253. тим областима је после шест година рата, додата Модена. Највећи део области сачињавале су се од лагуна, мочвара и река. Ацо је био феудални владар. Добијени приходи трошили су се на одбрану од Млечана и Падове, али и на исушивање мочварних крајева, грађење путева и мостова, на организовање великих свечаности и на улепшавање Фераре, која је тада била најважнији трговачки град, у којем се трговало сољу, кукурузом и дрваном грађом. Најчешће се трговало са градовима Комачом, Равеном и Чевијом.

### Битка код Модене
После Ацовог осваја Витербоа дошло је до мира између Гвелфа и Гибелина. 26. маја 1349. године, Ацо је наставио свој рат против Фридриха битком код Модене, где је са 6 800 људи, уз помоћ војске Ломбардске лиге, коју је водио Отавио Убалдини и Филипо Угони и у којој је било 2 000 људи, поразио краља Сардиније, Енца, Фридриховог сина, који је са собом водио 15 000 људи. Гобици обе стране су били велики, али Енцо је био заробљен и његова војска је имала за 400 људи више жртава. После ове борбе Ацо осваја град Комо. Већ следеће године дошло је до Ацове победе код Чинголија.

### Рат против Гибелина
Око 1255. године папа Александар IV је организовао крсташки рат против Ецелина. На страни папе била је Ломбардска лига, Болоња и сам Ацо, који је 16. септембра 1259. године допринео Ецелиновом поразу у бици код Касаноа. У овој бици Ецелино је имао 11 000 људи, али је поражен. После те победе Ацо је однео победу код Кастел Нуова 4. септембра 1260. године. У тој борби Гибелини су имали војску од само 17 000 војника чији су заповедници били Подеста Троагизио и Ђордано од Англаноа, док су Гвелфи, које су водили Подеста Рангони и Моналдо Моналдески, дигли војску од 33 000 људи и однали победу. Било је 600 погинулих и 400 рањених Гибелина, док је код Гвелфа било 2 500 погинулих и 1 500 заробљених.

### Смрт
Ацо је умро 16. фебруара 1264. године. На власти га је наследио Обицо, чији је регент био Алдинперего де Фонтана, кога је Ацо на самрти изабрао за регента.

## Породица
Године 1221. или 1225. оженио се племкињом Ђованом и са њом имао четворо деце. 19. новембра 1233. Ђована је умрла, а 1238. Ацо се оженио Амабилијом Паливицини, кћерком моћног племића Гвидоа Паливицинија и са њом није имао деце, али се она старала о Ђованиној деци. Ђованин најстарији син Риналдо I од Есте (рођен 1230. године) је са својом супругом Аделасијом да Романо 1238. или 1239. године заробљен у Апулији где је и погубљен заједно са супругом 1251. године. Риналдо је имао једну љубавницу са којом је 1247. године добио сина будућег Обицоа II од Есте и војводе Фераре. Обицо је док му је мајка била жива живео у Равени, а онда је после њене смрти одведен у Ферару код свог деде Ацоа. Ацов друго дете била је Беатрис II од Есте, која је побегла са двора и отишла у Полесин где се замонашила у манастиру Сен Антонио. После одласка из манастира умрла је 29. јуна 1254. године далеко од Фераре. Имала је две млађе сестре, које су се звале Констанца и Кубитоза.

## Породично стабло
|  |                   |  |  |  |  |  |  |  |  |  |  |  |  |  |  |  |
|  | 2. Ацо VI од Есте |  |  |  |  |  |  |  |  |  |  |  |  |  |  |  |
|  |                   |  |  |  |  |  |  |  |  |  |  |  |  |  |  |  |
|  |                   |  |  |  |  |  |  |  |  |  |  |  |  |  |  |  |
|  | 1. Ацо VII Новело |  |  |  |  |  |  |  |  |  |  |  |  |  |  |  |
|  |                   |  |  |  |  |  |  |  |  |  |  |  |  |  |  |  |
|  |                   |  |  |  |  |  |  |  |  |  |  |  |  |  |  |  |
|  | 3.                |  |  |  |  |  |  |  |  |  |  |  |  |  |  |  |
|  |                   |  |  |  |  |  |  |  |  |  |  |  |  |  |  |  |
|  |                   |  |  |  |  |  |  |  |  |  |  |  |  |  |  |  |